# Zhao Chuan
Zhào Chuán (传), conocido también como "Chief" Chao (nacido el 18 de junio de 1961) es un cantante de música pop taiwanés.
Su primer tema musical titulado "I Am Ugly But Tender" (我很醜，可是我很溫柔), fue un gran éxito arrollador en la China continental en 1988. Su siguiente tema musical, que también fue otro gran éxito fue "I'm just a little bird" (我是一隻小小鳥, 1990).

## Discografía
- wǒ hěn chǒu， kě shì wǒ hěn wēn róu 我很醜，可是我很溫柔（1988）
- wǒ zhōngyū shīqù le nǐ 我終於失去了你（1989）
- wǒ shì yīzhī xiǎoxiǎo niǎo 我是一隻小小鳥（1990）
- sì 四（1991）"Four"
- You Are Always On Mind（1991）
- yuēdìng 約定（1993）
- jīngtiāoxìxuǎn jīngxuǎnjí 精挑細選精選集（1994）
- ài wǒ jiù gěi wǒ 愛我就給我（1994）
- dāngchū yīnggāi ài nǐ 當初應該愛你（1995）
- hēiàn de yīngxióng 黑暗的英雄（1996）
- xīwàng zhī xīng 希望之星（1997）
- yǒnggǎn yīdiǎn 勇敢一點（1999）insert card Courage, also Be Brave (Billboard)[4]
- nà, nèigè shǎguā ài guò nǐ 那個傻瓜愛過你（2001）
- yīnyue wǔxiá 音樂武俠（2012）